# Alianța „Moldova Noastră”
Alianța „Moldova Noastră” a fost un partid politic de orientare centristă din Republica Moldova, constituit în 2003 prin fuziunea Alianței Independenților, Partidului Liberal și Alianței Social-Democrate din Moldova. În alegerile parlamentare din 2005 a mers împreună cu Partidul Democrat din Moldova și Partidul Social-Liberal în cadrul Blocului "Moldova Democrată", obținînd 23 mandate de deputat (în octombrie 2006 doar 13 deputați mai rămîneau membri ai fracțiunii parlamentare a AMN). Congresul Alianței "Moldova Noastră" din iulie 2005 l-a ales în calitate de președinte al partidului pe Serafim Urechean. La alegerile parlamentare din 28 noiembrie 2010 formațiunea nu a trecut pragul electoral, fuzionând în scurt timp (9 aprilie 2011) cu Partidul Liberal Democrat din Moldova. Liderul formațiunii, Serafim Urechean, s-a retras pentru o perioadă din viața politică, fiind numit președinte al Curții de Conturi a Republicii Moldova.

Locale 2003
Parlamentare 2005
Locale 2007
Parlamentare 2009
Parlamentare anticipate 2009